# Dussumieria
Dussumieria is een geslacht van straalvinnige vissen uit de familie van haringen (Clupeidae). Het geslacht is voor het eerst wetenschappelijk beschreven in 1847 door Georges Cuvier & Achille Valenciennes. De naam is een hommage aan Jean-Jacques Dussumier, een medewerker van Cuvier, die hem collecties vissen uit de Indische Oceaan bezorgde.

## Soorten
- Dussumieria acuta Valenciennes, 1847
- Dussumieria elopsoides Bleeker, 1849